# Sant Antoni de Portmany

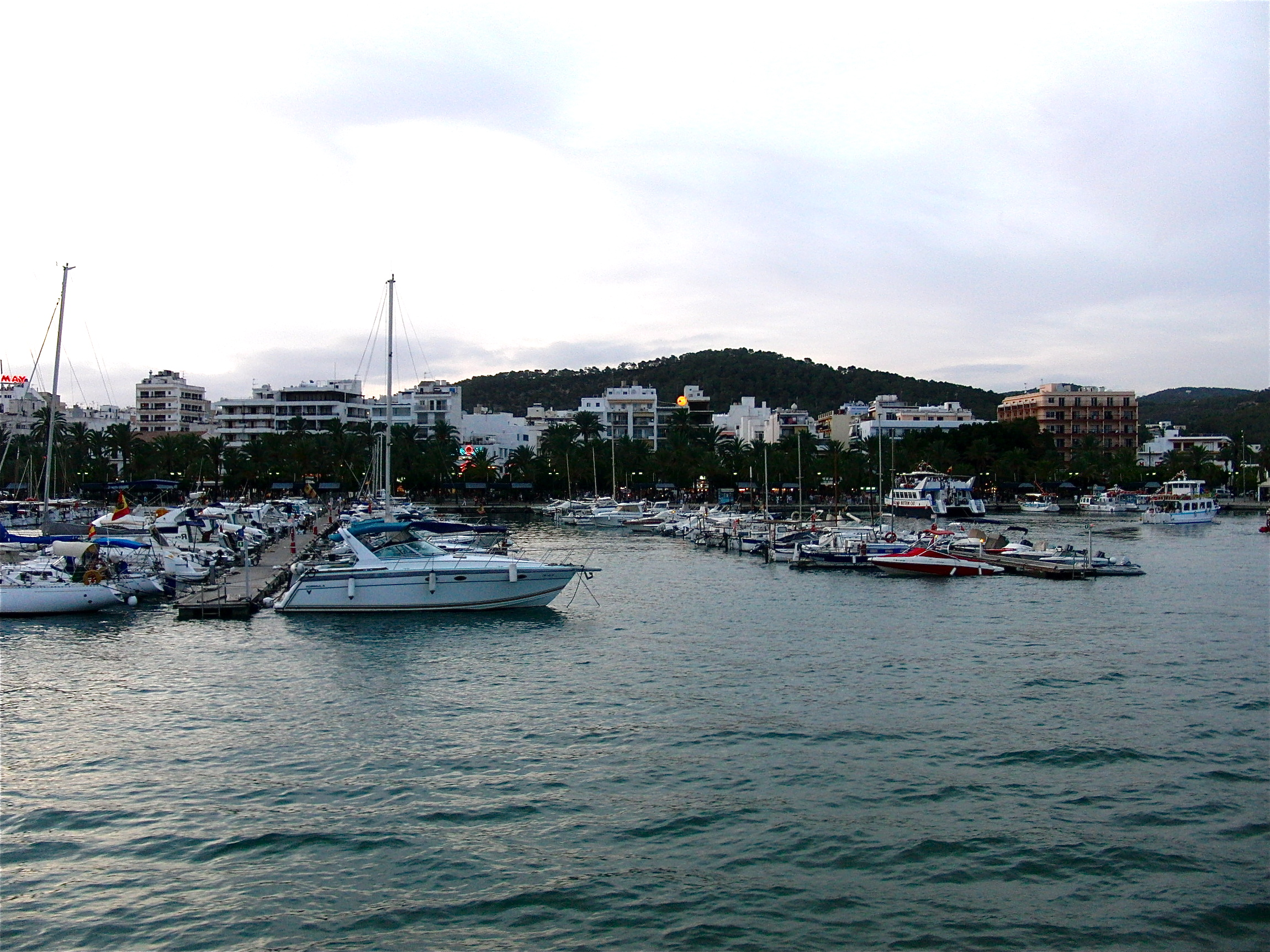
Ansicht von Sant Antoni

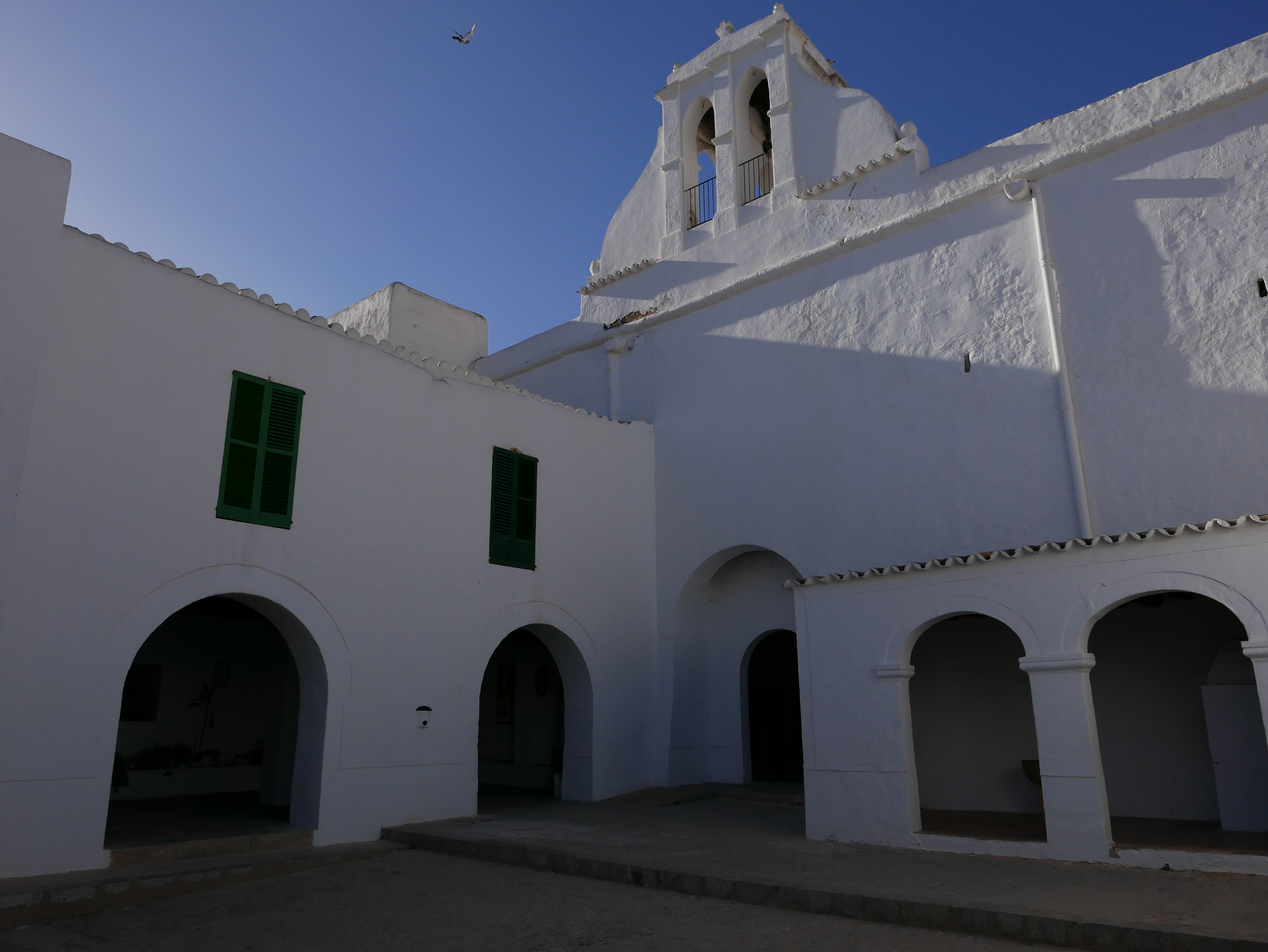
Die Kirche von Sant Antoni

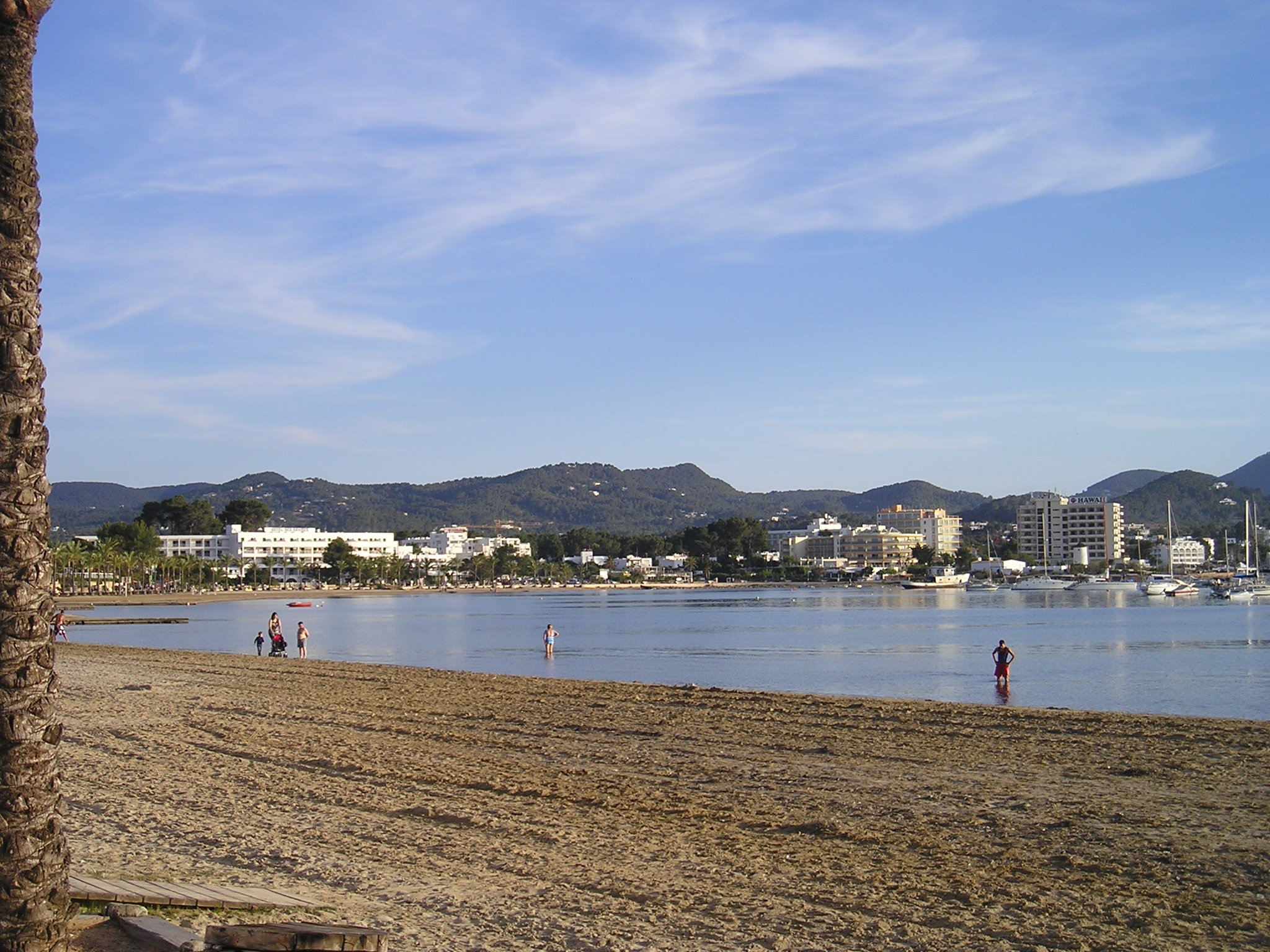
Bucht und Strand S'Arenal von San Antonio im Mai

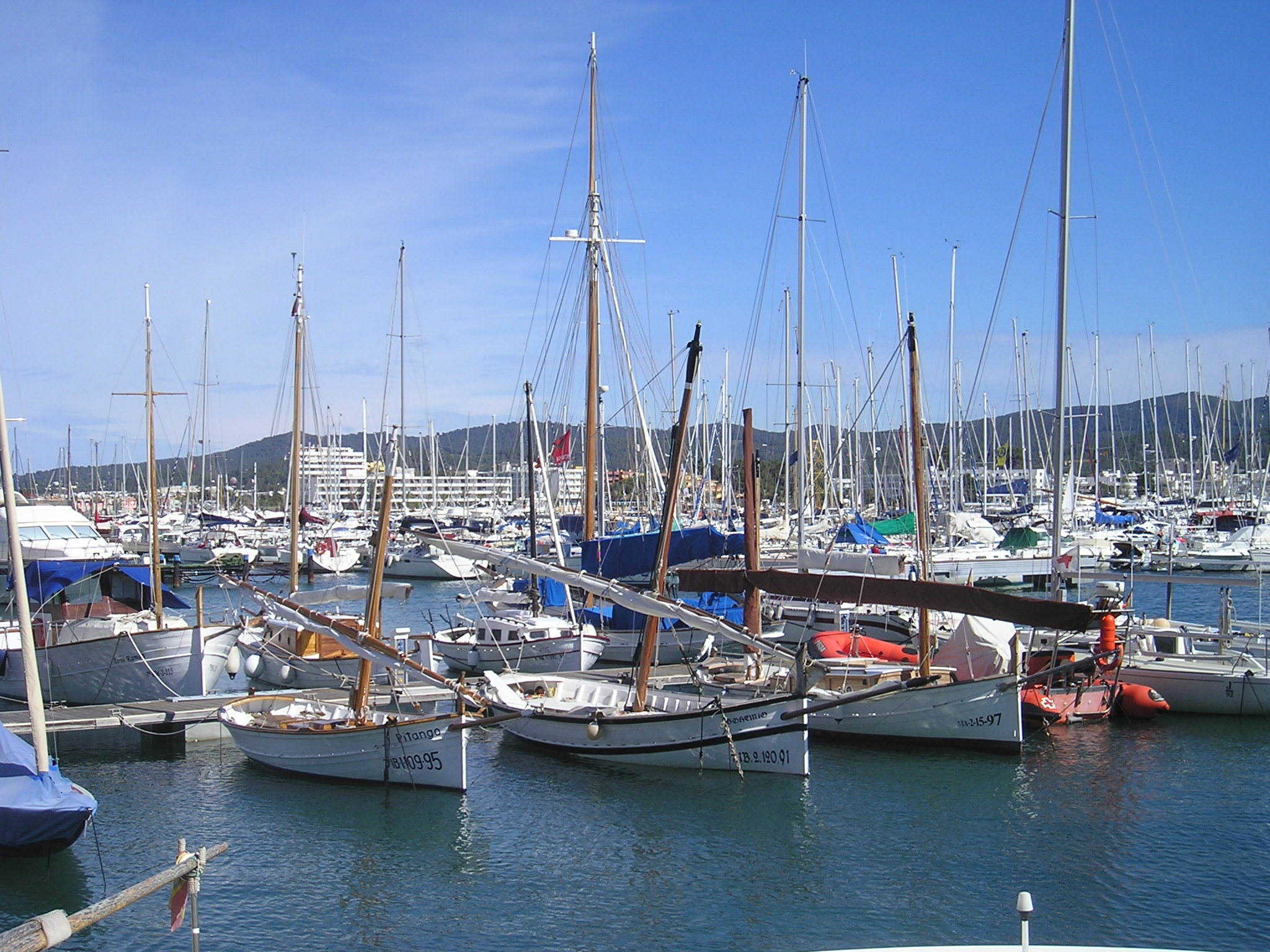
Llaüts im Hafen von Sant Antoni

Sant Antoni de Portmany (spanisch San Antonio Abad) ist die größte Stadt an der Westküste der spanischen Insel Ibiza.
Die große Bucht Bahía de Sant Antoni wurde bereits von den Römern als natürlicher Hafen benutzt und Portus Magnus genannt. Die Bucht beherbergt heute den zweitgrößten Hafen der Insel.
Über 2000 Jahre war Sant Antoni nicht mehr als ein kleines Fischerdorf. Erst in den 1950er Jahren begann mit dem zunehmenden Tourismus der Bau der bekannten Hotelburgen, die heute noch Sant Antonis Stadtbild prägen.
In den 1980er Jahren bekam Sant Antoni das Stigma eines Ferienziels britischer Fußball-Hooligans, worunter der Tourismus stark zu leiden hatte. Mitte der 1990er Jahre wurde die Insel von der Clubber-Szene entdeckt. Bekannte Locations sind das Café del Mar sowie das Es Paradis, einer der vielen großen Nachtclubs auf Ibiza. Hier wurden angeblich die ersten Schaumpartys Ende der 80er Jahre im wöchentlichen Turnus veranstaltet.

## Name
Die spanische und früher auch amtliche Bezeichnung für die Stadt ist San Antonio Abad. Dies ist der spanische Name des christlichen ägyptischen Mönchs Antonius dem Großen. Im Rahmen der Umsetzung des Gesetzes zur Sprachnormalisierung der Balearischen Inseln erfolgte 1986 die Umbenennung in den katalanischen Namen Sant Antoni de Portmany. Das Wort Portmany geht auf den lateinischen Begriff Portus Magnus (großer Hafen) zurück.

## Verwaltungsgliederung
Die Gemeinde Sant Antoni de Portmany gliedert sich in fünf Ortsteile:
| Ortsteile                                        | Einwohner 2008 | geschlossene Ortschaften mit Einwohnerzahl (2008) | Einwohner außerhalb geschlossener Ortschaften (2008) |
| ------------------------------------------------ | -------------- | ------------------------------------------------- | ---------------------------------------------------- |
| Sant Antoni de Portmany (span. San Antonio Abad) | 17.587         | Sant Antoni de Portmany 16.131                    | 1.456                                                |
| Sant Rafel (span. San Rafael)                    | 1.978          | Sant Rafel 383                                    | 1.664                                                |
| Buscastell                                       | 650            | –                                                 | 650                                                  |
| Santa Agnès de Corona (span. Santa Inés)         | 422            | Santa Agnès de Corona 7                           | 415                                                  |
| Sant Mateu d’Albarca (span. San Mateo)           | 376            | Sant Mateu d’Albarca 12                           | 364                                                  |
| Gemeinde                                         | 21.082         | 16.533                                            | 4.549                                                |

## Bevölkerung

### Einwohner
In der Gemeinde Sant Antoni leben 27.431 Einwohner (Stand 1. Januar 2022).
Das Bevölkerungswachstum ist seit Beginn des Massentourismus in den 1960er Jahren recht hoch. Während dies anfangs durch den Zuzug von Arbeitskräften vom spanischen Festland bedingt war, so steigt die Einwohnerzahl seit den 1990er Jahren im Wesentlichen aufgrund der starken Zuwanderung von Ausländern. Als Folge ist der Anteil der Einheimischen in den letzten Jahrzehnten immer weiter zurückgegangen. Heute stammen weniger als die Hälfte der Einwohner (44,0 %) gebürtig von den Balearen und nur noch 19,1 % aus Sant Antoni.
Ein Einwohner von Sant Antoni heißt in katalanisch santantonienc (spanisch: sanantoniés), eine Einwohnerin santantonienca (sanantoniesa).
Entwicklung der Einwohnerzahl:

### Nationalitäten
| Herkunft                | gemäß Staats- bürgerschaft (2008) | gemäß Geburtsland (2008) |
| ----------------------- | --------------------------------- | ------------------------ |
| EU-Bürger               | 86,9 %                            | 84,7 %                   |
| Spanier                 | 76,0 %                            | 73,9 %                   |
| Briten                  | 2,9 %                             | 3,2 %                    |
| Deutsche                | 1,9 %                             | 1,9 %                    |
| Rumänen                 | 1,8 %                             | 1,8 %                    |
| Italiener               | 1,4 %                             | 0,8 %                    |
| Franzosen               | 1,0 %                             | 1,0 %                    |
| andere Europäer         | 0,4 %                             | 0,5 %                    |
| Nord- und Südamerikaner | 6,3 %                             | 8,1 %                    |
| Kolumbianer             | 1,3 %                             | 1,4 %                    |
| Uruguayer               | 1,0 %                             | 1,4 %                    |
| Argentinier             | 1,0 %                             | 1,8 %                    |
| Ecuadorianer            | 0,9 %                             | 0,9 %                    |
| Brasilianer             | 0,5 %                             | 0,6 %                    |
| Chilenen                | 0,5 %                             | 0,5 %                    |
| Afrikaner               | 5,5 %                             | 5,4 %                    |
| Marokkaner              | 5,2 %                             | 4,9 %                    |
| Asiaten                 | 0,8 %                             | 1,3 %                    |

Der Ausländeranteil liegt mit 24,0 % (2008, nur Hauptwohnsitz) etwa im Inseldurchschnitt, ist für spanische Verhältnisse jedoch sehr hoch. Noch 1991 lebten mit 4,2 % weitaus weniger Ausländer in Sant Antoni. Die Anzahl der Ausländer hat sich seitdem verneunfacht. Der Anteil der im Ausland geborenen Personen liegt bei 26,1 %.
Entwicklung des Ausländeranteils:

### Weitere demografische Daten
- Die Einwohner von Sant Antoni sind im Gegensatz zum spanischen Durchschnitt überwiegend männlich (Anteil: 52,5 %, Spanien: 49,5 %, 2008). Ausschlaggebend hierfür ist der hohe Männeranteil bei den lateinamerikanischen und vor allem bei den marokkanischen Gastarbeitern.
- Die Bevölkerung ist mit einem Durchschnittsalter von 37,1 Jahren etwas jünger als der spanische Durchschnitt (39,5 Jahre, 2001).
- Es gibt 5.122 Haushalte, d. h. in einem Haushalt leben im Durchschnitt 2,9 Personen.
- Es gibt 8.990 Wohnungen, davon sind 25 % Zweitwohnungen und 12 % leerstehend. Das durchschnittliche Baujahr von Wohnungen ist 1969.
- Es gibt 3.988 Gebäude, davon sind 70 % Einfamilienhäuser, 10 % Zweifamilienhäuser, 10 % Häuser mit 3 bis 9 Wohnungen, 3 % mit 10 oder mehr Wohnungen und 7 % Nichtwohngebäude.[8]

### Sprachen
Offiziell sind Katalanisch und Spanisch gleichberechtigte Amtssprachen. Von öffentlicher Seite wird jedoch ebenso wie in den meisten anderen Gemeinden der Balearen die katalanische Sprache als llengua pròpia (einheimische Sprache) bevorzugt, da keine Verpflichtung besteht, Schilder, Dokumente etc. zweisprachig zu erstellen. Nach Schätzungen spricht etwa die Hälfte der Bevölkerung Katalanisch und ein Drittel Spanisch als Muttersprache, wobei Katalanischsprachige grundsätzlich Spanisch gleich gut wie ihre Muttersprache beherrschen.

## Wirtschaft
Die Arbeitslosenquote liegt bei 27,8 % (2001; Ausländer: 33,7 %). 39 % der Einwohner sind erwerbstätig.

## Wahrzeichen und Sehenswürdigkeiten

### Ei des Kolumbus

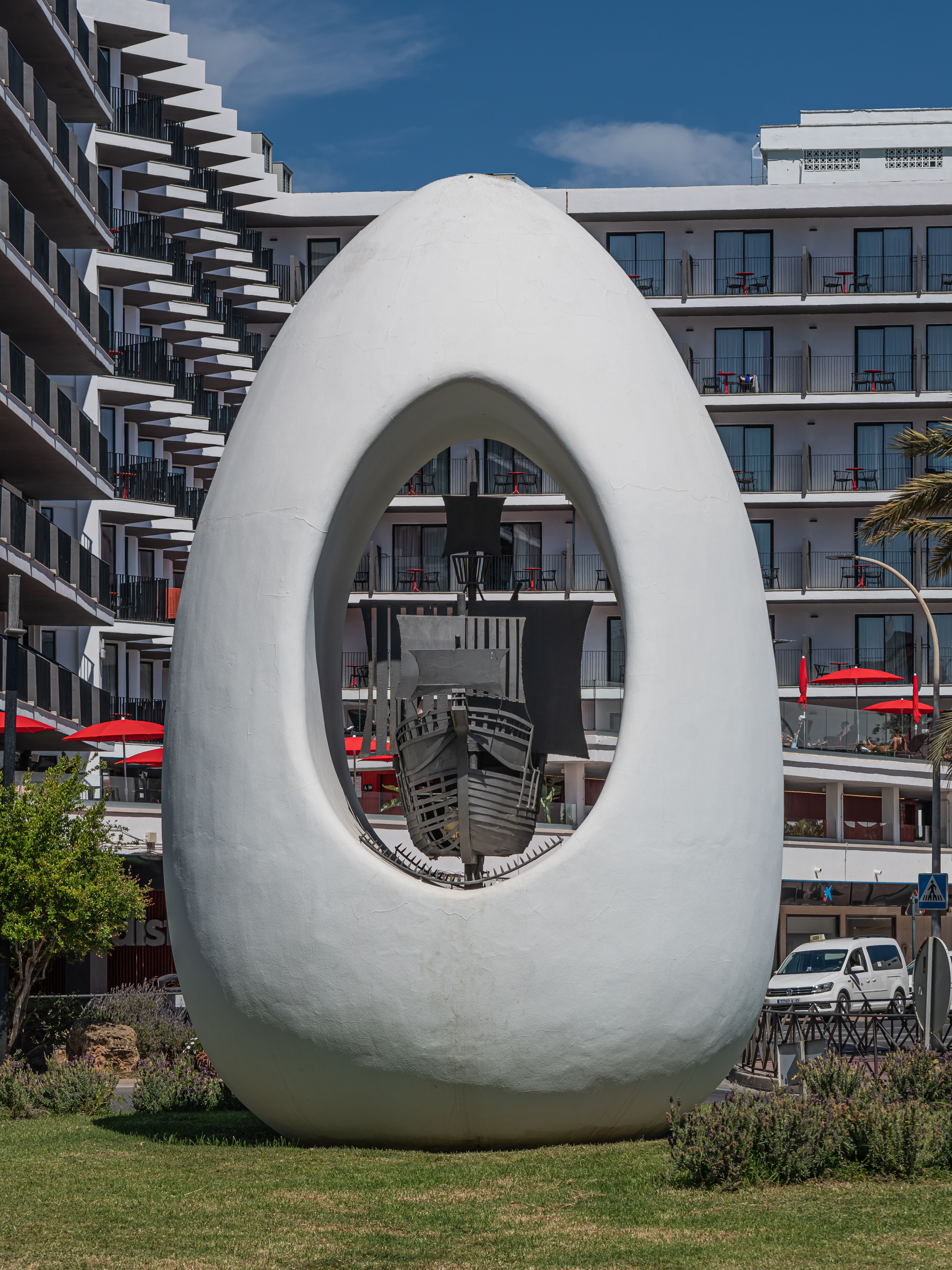
Das Ei des Kolumbus im Hafen von Sant Antoni

Das Ei des Kolumbus (katalanisch Ou de Colom) ist das bekannteste und auch auffälligste Wahrzeichen von Sant Antoni. Es steht in der Nähe der Hafenpromenade auf einer Verkehrsinsel.
Das Ei wurde Anfang der 1990er Jahre zu Ehren von Christoph Kolumbus errichtet. Einer örtlichen Legende zufolge soll Kolumbus auf Ibiza geboren worden sein (gleiches wird auf Ibiza auch über den phönizischen Feldherren Hannibal behauptet). Im Loch in der Mitte des Eis befindet sich eine Nachbildung der Santa Maria, Kolumbus’ Flaggschiff auf seiner Fahrt nach Westindien.
Die Form der Statue geht zurück auf die Geschichte vom Ei des Kolumbus.

### Passeig de ses Fonts

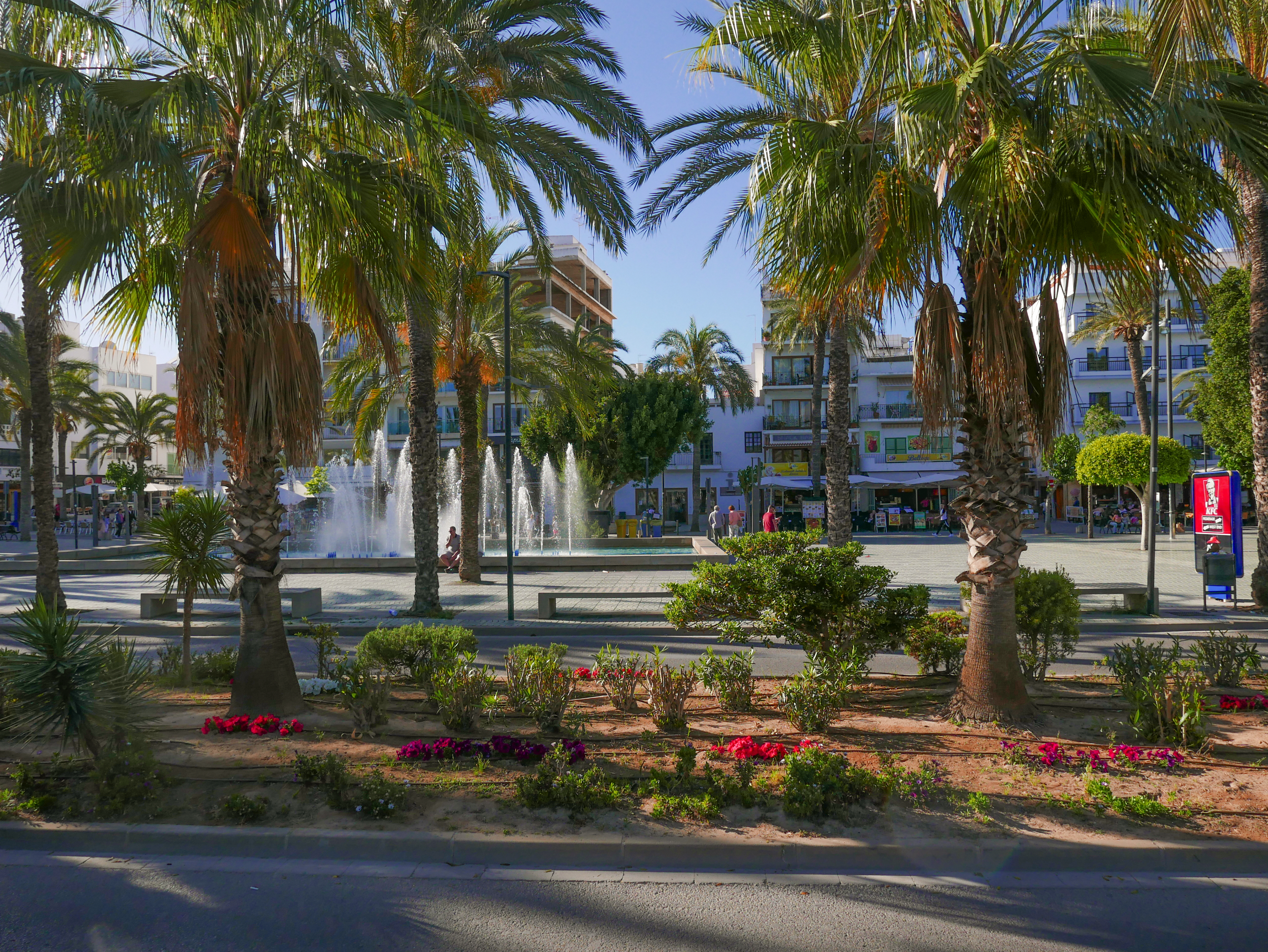
Der Passeig de ses Fonts

Ein Teil der Hafenpromenade von Sant Antoni, der Passeig de ses Fonts, war 1990 erbaut worden, um das Stadtbild optisch aufzuwerten. Es gibt viele Pflanzen, wie beispielsweise Palmen, Benjamini, Agaven und Oleander, sowie massive Brunnen, die bei Nacht beleuchtet werden. Am Platz befinden sich eine Reihe von Restaurants und Cafés, die einen Blick über die Bucht von Sant Antoni ermöglichen. Hier steht auch noch das alte Rathaus- und ehemalige Postgebäude.

### West End
Das „West End“ ist ein Gebiet in Sant Antoni. Es breitet sich nur über ein paar Straßen aus. Die Hauptstraße ist die Straße der heiligen Agnés. In dem Viertel finden sich eine Reihe von Bars von Dance bis House Musik. Ibiza ist berühmt für seine Rock und Indie-Musik. Der Name West End geht auf einen Minibus aus den 1970ern zurück, der die Besucher von Es Cana nach Sant Antoni brachte. Das ganze nannte sich die "The West End Experience".

### Sunset Strip
Entlang der Küste im Westen befindet sich der berühmte Sunset Strip, wo man verschiedene Bars wie das Café del Mar und das Café Mambo finden kann, wo DJs wie Swedish House Mafia, Carl Cox, David Guetta oder Pete Tong regelmäßig auftreten. Da sich der Boulevard im Westen befindet, können regelmäßig Sonnenuntergänge beobachtet werden.

### Fähren und Bootsüberfahrten
Am Hafen von San Antonio gibt es verschiedene Boote und Fähren, die zahlreiche Verbindungen zu den Stränden Cala Bassa, Cala Compte, Pinet Playa, Es Puet, Cala Grasió, Cala Salada und Port es Torrent anbieten. Bis Ende September fahren die Fähren täglich ab. Einmal in der Woche ist eine Überfahrt nach Formentera auf einer Fähre möglich.

### Weiteres
- Cova de Santa Inés, Höhlenkapelle

## Feste

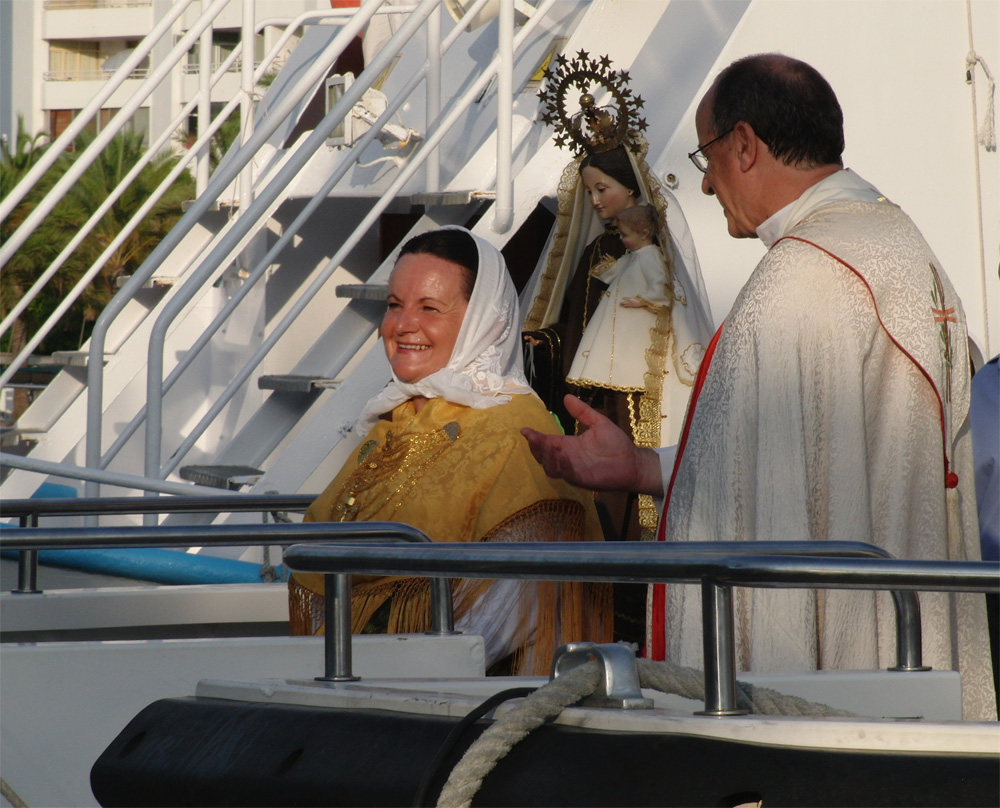
Dia del Carmen

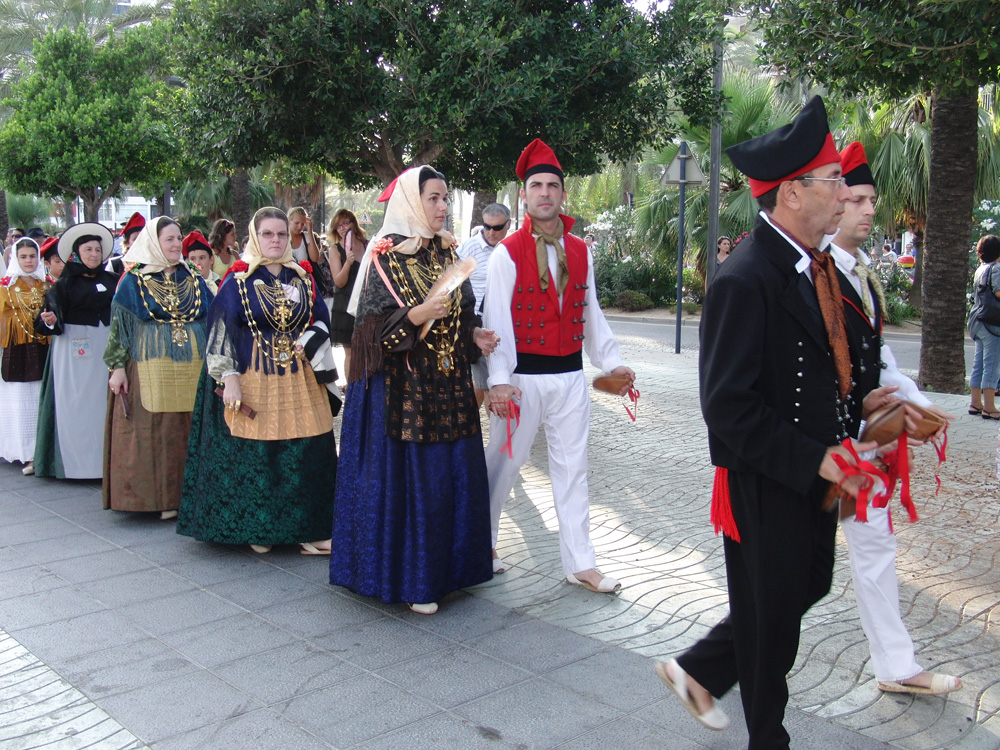
Umzug am Dia del Carmen in den klassischen Trachten

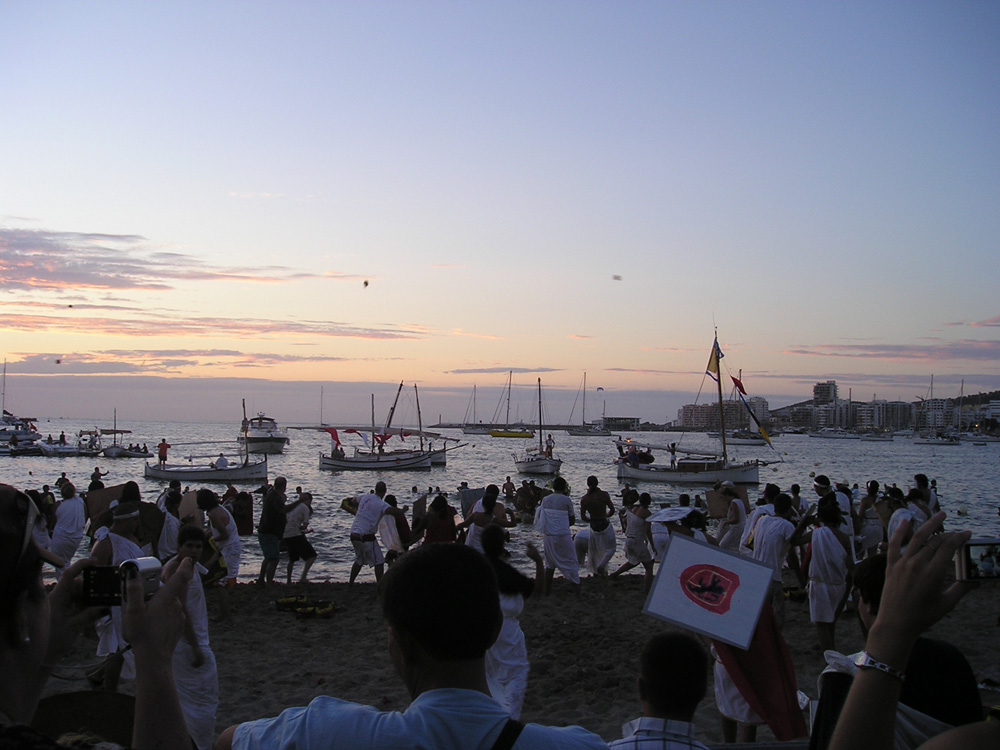
Tomatenschlacht zwischen 'Römern' und 'Karthagern'

6. Januar: Día de los Reyes Magos = Heilige Drei Könige. Umzug der Könige, die mit einem Schiff anlegen und auf Pferden durch den Ort reiten und Süßigkeiten an die Kinder verteilen.
16. Juli: Dia del Carmen = Stella Maris, Schutzpatronin aller Seeleute, der Fischer und der spanischen Armada. Mit Prozession von der Kirche zum Meer und anschließender Rundfahrt der Schutzheiligen und den wichtigsten Würdenträgern des Ortes durch die Bucht von Sant Antoni de Portmany.
24. August: San Bartomeu = Patronatsfest mit großem Feuerwerk
1. Samstag im September: Batalla de tomates entre Cartagineses y Romanos = Tomatenschlacht zwischen 'Römern' und 'Karthagern' am Strand von Es Pouet oder Arenal.

## Persönlichkeiten
- Marcos García Barreno (* 1987), spanischer Fußballspieler bei Recreativo Huelva